# Taça de Mozambique
La Taça de Moçambique o Copa de Mozambique, es el segundo torneo de fútbol a nivel de clubes más importante de Mozambique, se disputa desde 1978 y es organizado por la Federación de Fútbol de Mozambique.

## Formato
Se juega a un partido de eliminación directa entre los equipos de todo el país y de todas las categorías y se divide en 2 fases: la Fase Provincial en la que se enfrentan equipos de la misma provincia y la Fase Nacional, en la que se clasifican 16 equipos provenientes de la Fase Provincial.
El equipo campeón obtiene la clasificación a la Copa Confederación de la CAF.

## Palmarés
| Temporada | Campeón                   | Resultado          | Finalista                  |
| --------- | ------------------------- | ------------------ | -------------------------- |
| 1978      | Maxaquene                 | 4–0                | Ferroviário da Beira       |
| 1979      | Palmeiras de Beira        | 2–2 (Palm. x pen.) | Têxtil de Punguè           |
| 1980      | Costa do Sol              | 3–1                | Palmeiras de Beira         |
| 1981      | Desportivo de Maputo      | 1–0                | Costa do Sol               |
| 1982      | Maxaquene                 | 1–0                | Ferroviário de Maputo      |
| 1983      | Costa do Sol              | 1–0                | Textáfrica do Chimoio      |
| 1984      | Ferroviário de Maputo     | 4–2                | Palmeiras de Beira         |
| 1985      | no disputada              | no disputada       | no disputada               |
| 1986      | Maxaquene                 | 2–0                | Estrela Vermelha de Maputo |
| 1987      | Maxaquene                 | 3–0                | Palmeiras de Beira         |
| 1988      | Costa do Sol              | 1–0                | Aguia d'Ouro               |
| 1989      | Ferroviário de Maputo     | 2–0                | Desportivo de Maputo       |
| 1990      | Matchedje                 | 3–1                | Maxaquene                  |
| 1991      | Clube de Gaza             | 2–1                | Maxaquene                  |
| 1992      | Costa do Sol              | 4–1                | Clube de Gaza              |
| 1993      | Costa do Sol              | 2–0                | Ferroviário da Beira       |
| 1994      | Maxaquene                 | 1–0                | Ferroviário de Maputo      |
| 1995      | Costa do Sol              | 2–1                | Maxaquene                  |
| 1995–96   | Maxaquene                 | 2–1                | Têxtil de Punguè           |
| 1996–97   | Costa do Sol              | 5–2                | Migração da Beira          |
| 1997–98   | Maxaquene                 | 1–0                | Ferroviário de Maputo      |
| 1998–99   | Costa do Sol              | 5–0                | Sporting Clube de Nampula  |
| 1999–00   | Costa do Sol              | 1–0                | Matchedje                  |
| 2000–01   | Maxaquene                 | 3–1                | Textáfrica do Chimoio      |
| 2001–02   | Costa do Sol              | 2–0                | Académica de Maputo        |
| 2003      | Ferroviário de Nampula    | 1–1 (5-4 pen.)     | Ferroviário de Maputo      |
| 2004      | Ferroviário de Maputo     | 5–1                | Textáfrica do Chimoio      |
| 2005      | Ferroviário da Beira      | 1–0                | Costa do Sol               |
| 2006      | Desportivo de Maputo      | 1–0                | Têxtil de Punguè           |
| 2007      | Costa do Sol              | 3–0                | Ferroviário de Nampula     |
| 2008      | Atlético Muçulmano        | 1–0                | Chingale de Tete           |
| 2009      | Ferroviário de Maputo     | 2–0                | Costa do Sol               |
| 2010      | Maxaquene                 | 2–0                | Vilankulo FC               |
| 2011      | Ferroviário de Maputo     | 3–0                | Chingale de Tete           |
| 2012      | Liga Desportiva Muçulmana | 1–0                | Costa do Sol               |
| 2013      | Ferroviário da Beira      | 2–0                | FC Chibuto                 |
| 2014      | Ferroviário da Beira      | 1–0                | Ferroviário de Maputo      |
| 2015      | Liga Desportiva de Maputo | 2–1                | Ferroviário da Beira       |
| 2016      | UD Songo                  | 3–1                | Maxaquene                  |
| 2017      | Costa do Sol              | 1–0                | UD Songo                   |
| 2018      | Costa do Sol              | 1–1 (4-2 pen.)     | Ferroviário da Beira       |
| 2019      | UD Songo                  | 2–0                | Ferroviário de Maputo      |
| 2020      | no disputada              | no disputada       | no disputada               |
| 2021      | no disputada              | no disputada       | no disputada               |
| 2022      | Ferroviário de Maputo     | 1–0                | Ferroviário da Beira       |
| 2023      | Black Bulls de Maputo     | 2–1                | UD Songo                   |
| 2024      | Ferroviário de Maputo     | 2–1                | UD Songo                   |

## Títulos por club
| Club                                       | Campeón | 2° | Años campeón                                                                 |
| ------------------------------------------ | ------- | -- | ---------------------------------------------------------------------------- |
| Costa do Sol                               | 13      | 4  | 1980, 1983, 1988, 1992, 1993, 1995, 1997, 1999, 2000, 2002, 2007, 2017, 2018 |
| Maxaquene                                  | 9       | 3  | 1978, 1982, 1986, 1987, 1994, 1996, 1998, 2001, 2010                         |
| Ferroviário de Maputo                      | 7       | 4  | 1984, 1989, 2004, 2009, 2011, 2022, 2024                                     |
| Ferroviário da Beira                       | 3       | 5  | 2005, 2013, 2014                                                             |
| UD Songo                                   | 2       | 3  | 2016, 2019                                                                   |
| Desportivo de Maputo                       | 2       | 2  | 1981, 2006                                                                   |
| Liga Desportiva de Maputo (Liga Muçulmana) | 2       | -  | 2012, 2015                                                                   |
| Palmeiras de Beira                         | 1       | 3  | 1979                                                                         |
| Clube de Gaza                              | 1       | 1  | 1991                                                                         |
| Matchedje                                  | 1       | 1  | 1990                                                                         |
| Ferroviário de Nampula                     | 1       | 1  | 2003                                                                         |
| Atlético Muçulmano                         | 1       | -  | 2008                                                                         |
| Black Bulls de Maputo                      | 1       | -  | 2023                                                                         |
| Textáfrica do Chimoio                      | -       | 3  | ---                                                                          |
| Têxtil de Punguè                           | -       | 3  | ---                                                                          |
| Chingale de Tete                           | -       | 2  | ---                                                                          |

- Clubes con un subcampeonato: Académica de Maputo, Águia d'Ouro, Chibuto FC, Estrela Vermelha de Maputo, Ferroviário de Nampula, Migração da Beira, Sporting de Nampula, Vilankulo FC.